# Stade Recep-Tayyip-Erdoğan
 (mars 2025).
Le stade Recep-Tayyip-Erdoğan appelé aussi stade Kasımpaşa est situé à Istanbul, en Turquie et a une capacité de 14 234 places. Le stade est rénové en 2005 selon les critères de l’UEFA.
Kasimpaşaspor joue ses matchs à domicile dans ce stade. Pour la saison 2013-2014 de Spor Toto Süperlig, Besiktas JK joue dans le stade en attendant la livraison de la Vodafone Arena.
En 2014, le stade est renommé d'après le président turc Erdoğan, originaire du quartier.